# 丹尼斯·多尔顿
丹尼斯·多尔顿（英語：Denis Dalton，1941年7月6日—2018年5月6日），澳大利亚男子草地滚球运动员。他曾代表澳大利亚参加1982年英联邦运动会草地滚球比赛，获得男子双人铜牌。